# Sindrome di Weill-Marchesani
La sindrome di Weill-Marchesani è una malattia rara a trasmissione ereditaria.

## Presentazione clinica
Si riconosce da:
- bassa statura
- brachidattilia
- malformazioni del cristallino
  - sferofachia (cristallino di forma sferoidale, che comporta una forte miopia)
  - microfachia[2] (cristallino di dimensioni minori del normale)
  - microsferofachia, ovvero l'associazione delle due condizioni
- glaucoma (aumento della pressione endoculare che può danneggiare la retina)
- cataratta in età matura

## Trattamento
Per il momento non esiste una cura per la sindrome, ma alcuni interventi chirurgici per migliorare la qualità di vita.